# Novela Hits
Novela Hits é uma coletânea lançada pelo grupo carioca Roupa Nova, foi o primeiro feito de regravações. O álbum reuniu os maiores sucessos do grupo que foram trilha de novela. 
Sucessos como "Whisky a Go Go", "Dona", "A Viagem" e "Coração Pirata" estão presentes.

## Faixas
| N.º            | Título                         | Compositor(es)                               | Voz                                               | Duração |  |
| 1.             | "Ibiza Dance"                  | Boni, Kiko                                   | Kiko                                              | 3:27    |  |
| 2.             | "A Viagem"                     | Cleberson Horsth, Aldir Blanc                | Serginho                                          | 3:29    |  |
| 3.             | "Coração Pirata"               | Nando, Aldir Blanc                           | Nando                                             | 4:42    |  |
| 4.             | "Ando Meio Desligado"          | Arnaldo Dias Baptista, Rita Lee, Sérgio Dias | Paulinho                                          | 3:52    |  |
| 5.             | "Dona"                         | Sá e Guarabyra                               | Serginho                                          | 4:02    |  |
| 6.             | "Felicidade"                   | Kiko, Orlando Morais                         | Paulinho                                          | 2:43    |  |
| 7.             | "Whisky a Go Go"               | Michael Sullivan, Paulo Massadas             | Serginho                                          | 4:11    |  |
| 8.             | "Começo, Meio e Fim"           | Tavito, Ney Azambuja, Paulo Sérgio Valle     | Serginho                                          | 4:47    |  |
| 9.             | "Chama"                        | Ricardo Feghali, Nando                       | Paulinho                                          | 3:47    |  |
| 10.            | "De Volta ao Começo"           | Gonzaguinha                                  | Serginho                                          | 5:12    |  |
| 11.            | "Um Lugar no Mundo"            | Ricardo Feghali, Nando                       | Paulinho                                          | 3:48    |  |
| 12.            | "Esse Tal de Repi en Roll"     | Rita Lee, Paulo Coelho                       | Paulinho (participação especial : The Commodores) | 3:35    |  |
| 13.            | "Ibiza Dance" (Memê Rádio Mix) | Boni, Kiko                                   | Kiko                                              | 4:23    |  |
| Duração total: | Duração total:                 | Duração total:                               | Duração total:                                    | 52:08   |  |

### Certificação
| País   | Certificador | Certificação | Vendas   |
| ------ | ------------ | ------------ | -------- |
| Brasil | ABPD         | Ouro         | 100.000+ |

## Músicas em novelas
- "Ibiza Dance" foi o tema de abertura da novela Explode Coração
- "A Viagem" foi o tema de abertura da novela A Viagem
- "Coração Pirata" fez parte da trilha sonora da novela Rainha da Sucata
- "Ando Meio Desligado" fez parte da triha sonora da novela Sonho Meu
- "Dona" fez parte da trilha sonora da novela Roque Santeiro
- "Felicidade" foi o tema de abertura da novela Felicidade
- "Whisky a Go Go" foi o tema de abertura da novela Um Sonho a Mais
- "Começo, Meio e Fim" fez parte da trilha sonora da novela Felicidade
- "Chama" fez parte da trilha sonora da novela Que Rei Sou Eu?
- "De Volta ao Começo" fez parte da trilha sonora da novela Renascer
- "Um Lugar no Mundo" fez parte da trilha sonora da novela Corpo Santo
- "Amor de Índio" fez parte da trilha sonora das novelas Estrela-Guia, Desejo Proibido e Araguaia
- "Amar É" fez ´parte da trilha sonora da novela Anjo de Mim
- "Bem Maior" fez parte da trilha sonora da novela Suave Veneno
- "Deixa o Amor Acontecer" fez parte da trilha sonora da novela Uga Uga
- "Esse tal de Répi Enroll" fez parte da trilha sonora da novela Meu Bem, Meu Mal
- "Ibiza Dance - Memê Rádio Mix" fez parte da trilha sonora da novela Explode Coração
- "Anjo" fez parte da trilha das novelas Guerra dos Sexos e Sete Pecados
- "Margarida" fez parte da trilha da novela Alma Gêmea
- "Ser Mais Feliz (You Are a Big Girl Now)" fez parte da trilha sonora da novela Despedida De Solteiro